# 이와마츠 료

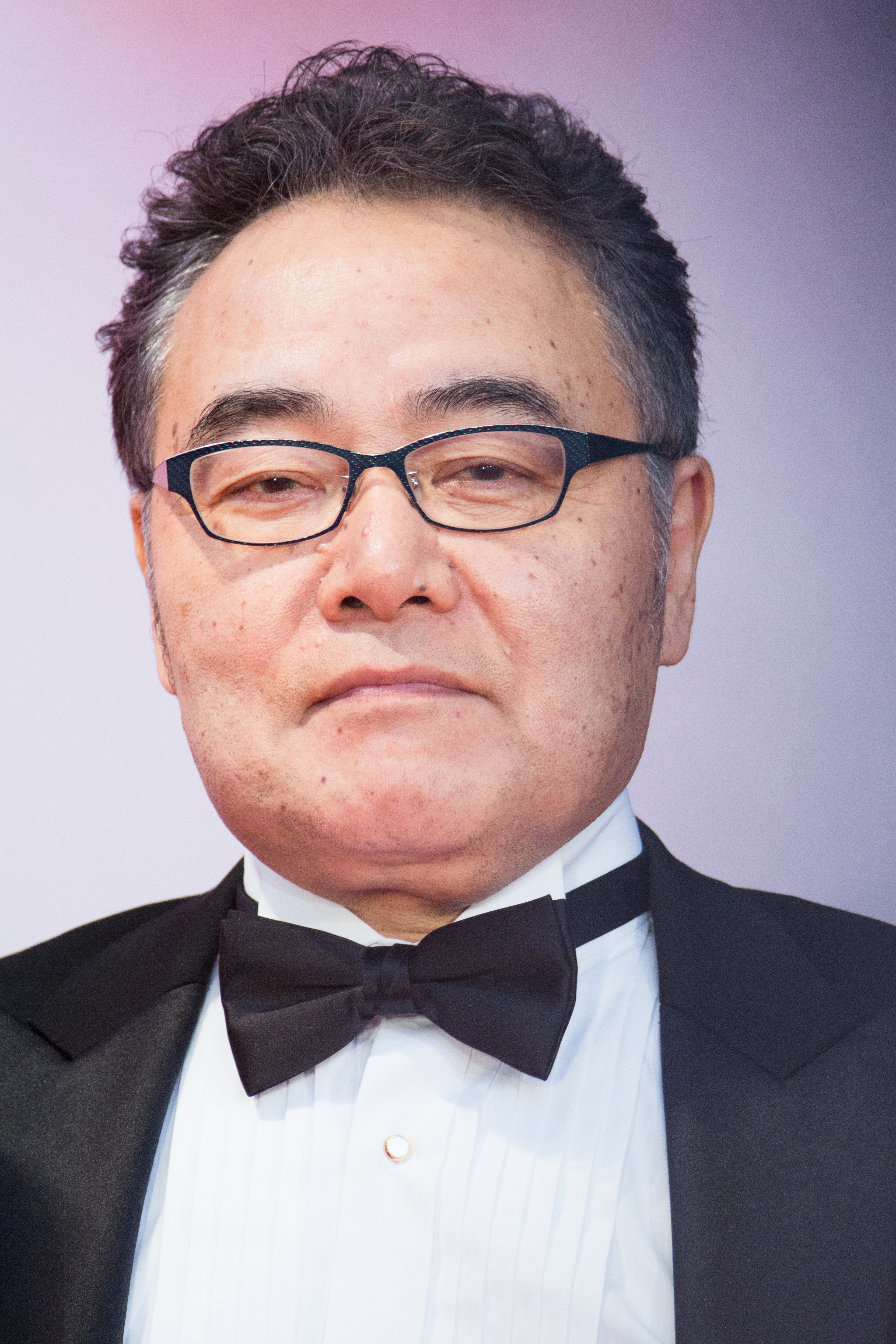

이와마쓰 료(岩松 了, 1952년 3월 26일 ~)는 일본의 극작가이자 연출가, 배우, 영화 감독이다. 나가사키현 가와타나정 출신이며 도쿄 외국어대학 러시아어학과를 중퇴했다. 소속사는 돈규 클럽이다.

## 작품

### 영화
출연
- 1989년 《팬시 댄스》
- 1991년 《무능한 사람》
- 1993년 《누드의 밤》
- 1998년 《사무라이 픽션》
- 2003년 《키사라즈 캐츠아이 일본 시리즈》
- 2004년 《제브라맨》
- 2004년 《큐티 하니》
- 2005년 《거북이는 의외로 빨리 헤엄친다》
- 2005년 《한밤중의 야지키타》
- 2005년 《인더풀》
- 2005년 《인투 어 드림》
- 2006년 《다메진》
- 2007년 《도감에 없는 곤충》
- 2007년 《텐텐》
- 2009년 《공기인형》
- 2009년 《인스턴트 늪》
- 2010년 《사와코 결심하다》
- 2010년 《사이타마 래퍼2》
- 2010년 《모리야마 서점의 날들》
- 2011년 《논두렁 댄디》
- 2011년 《길티 오브 로맨스》
- 2011년 《철로》
- 2017년 《22년 후의 고백》
- 2017년 《불량가족, 행복의 맛》 - 하루노 아키오 역
- 2017년 《여류투패전 aki 아키》
- 2022년 《신 울트라맨》

감독 및 각본
- 1998년 《도쿄 맑음》 각본
- 2007년 《다미오의 행복》 감독

### 드라마
- 2001년 《로켓 보이》
- 2003년 《블랙잭에게 안부를》
- 2003년 《맨하탄 러브스토리》
- 2004년 《희망 없는 자》
- 2005년 《슬로우 댄스》
- 2005년 《시효경찰》 감독, 각본, 출연
- 2006년 《노다메 칸타빌레》
- 2007년 《돌아온 시효경찰》
- 2008년 《내일의 키타 요시오》
- 2008년 《절대그이》
- 2008년 《감사법인》
- 2009년 《천지인》 - 사나다 마사유키 역
- 2009년 《관료들의 여름》
- 2009년 《심야식당》
- 2010년 《GM: 춤춰라 닥터》
- 2010년 《아타미의 수사관》
- 2010년 《환야》
- 2011년 《외교관 쿠로다 코사쿠》